# Ani Lorak
Karolina Myroslavivna Kujek, ukrajinsky Кароліна Мирославівна Куєк, vystupující jako Ani Lorak, ukrajinsky Ані Лорак, rusky Ани Лорак (* 27. září 1978 Kicmaň), je ukrajinská popová zpěvačka, herečka, podnikatelka a bývalá velvyslankyně dobré vůle OSN.
Během své kariéry obdržela státní ocenění „Národní umělec Ukrajiny“. S množstvím úspěšných alb a singlů v ukrajinštině, ruštině a angličtině je považována za jednu z nejvlivnějších ukrajinských celebrit. Pravidelně vítězí v anketách popularity i krásy a objevila se v řadě televizních, filmových i muzikálových produkcí. V roce 2011 byla Lorak označena za pátého nejbohatšího hudebního umělce Ukrajiny. Pozornost evropských médií získala díky reprezentaci Ukrajiny na Eurovision Song Contest 2008 v Bělehradě, kde s písní „Shady Lady“ obsadila druhé místo.

## Biografie

### Počátky
Karolina Kujek se narodila v malém městě Kicmaň na jihozápadě Ukrajiny. Její otec, vystudovaný dirigent, působil jako redaktor v místních novinách, zatímco její maminka byla programovou ředitelkou v místním rádiu. Od útlého věku malá Karolina směřovala k umělecké činnosti, často se účastnila školních pěveckých soutěží. V roce 1992 zvítězila na festivalu Pervocvit a již ve věku čtrnácti let obdržela první nahrávací kontrakt od producenta Jurije Faljosy. Ve známost vešla díky následnému vystoupení v moskevském televizním programu Rankova zirka v roce 1995. Protože se však tamější soutěže již jedna zpěvačka jména Karolina účastnila, vystoupila Kujek poprvé pod svým uměleckým jménem – Ani Lorak (její křestní jméno čtené pozpátku). Tentýž rok se přestěhovala do Kyjeva. Tehdy již platila za populární osobnost, avšak ještě větší slávy nabyla o rok později po vystoupení na Big Apple Music 1996 Competition v New Yorku. Na populárním ukrajinském festivalu Tavrijsky igry se tentýž rok stala objevem roku. Následně vydala debutové album Хочу летать („Choču ljetať“).

### 1997–2007
V roce 1997 Lorak nahrávala nové písně a točila videoklipy. V prosinci následujícího roku vyšlo druhé album Я вернусь („Ja vernus'“), jehož mastering probíhal v New Yorku.
Během roku 2009 zpěvačka podnikla masivní turné po velkých ukrajinských městech a také po USA, Francii, Německu a Maďarsku. Téhož roku obdržela vyznamenání Národní umělec Ukrajiny, zdejší nejvýznamnější ocenění.
Na jaře roku 2000 se v Londýně při nahrávání skladby do reklamy na čokoládu seznámila s producenty Burriem Guardem a Joshem Phillipsem, a nahrála zde několik nových písní. V letech 2004 a 2005 následně plnila úlohu ukrajinské velvyslankyně dobré vůle OSN.
V roce 2005 se pokusila o vítězství v národním kole do Eurovize, která se konala v Kyjevě. S písní A Little Shot of Love byla považována za favoritku, avšak nakonec byla poražena formací GreenJolly, která vzbudila značné kontroverze svojí údajně politicky motivovanou písní.

### 2008: Eurovision Song Contest

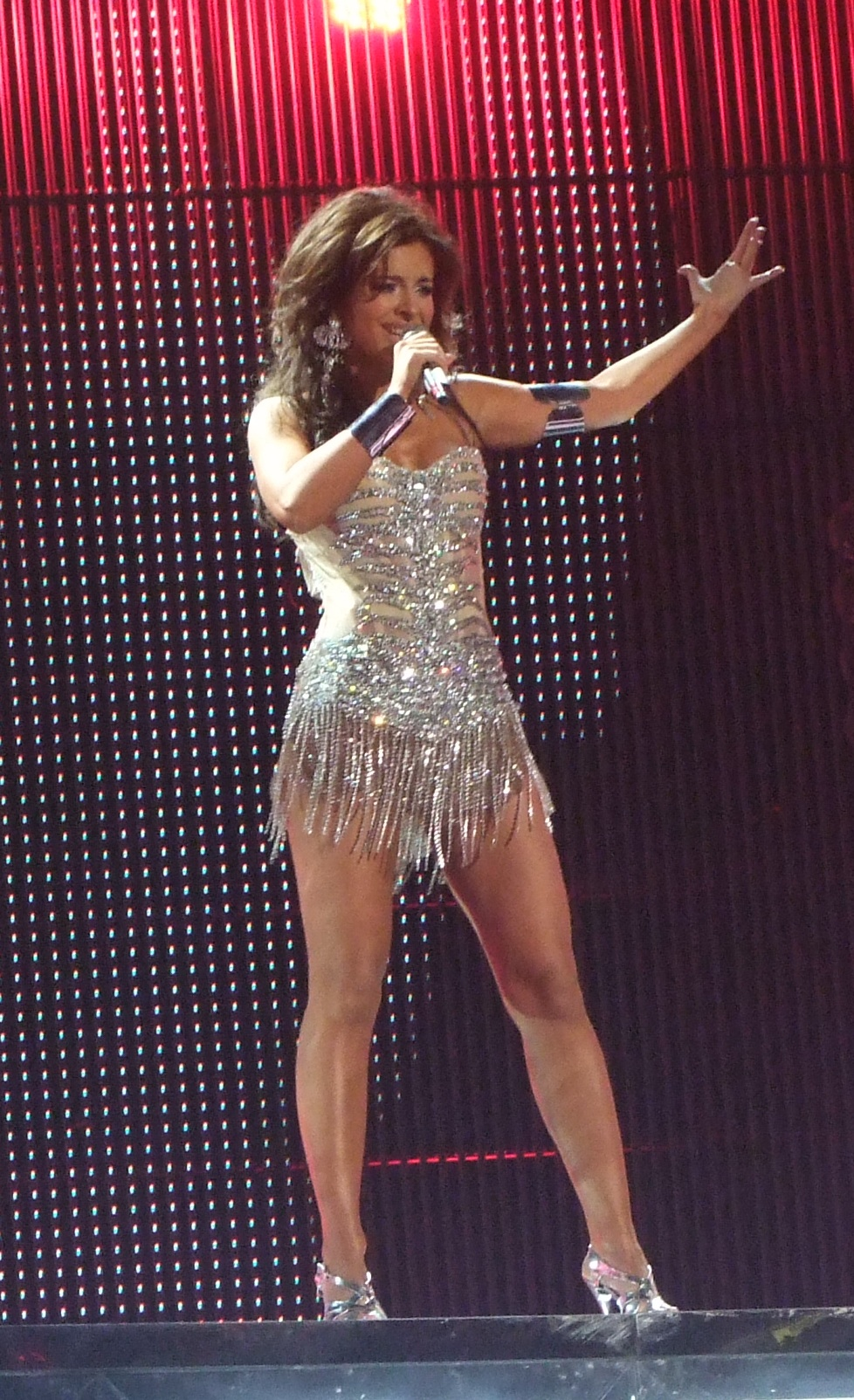
Ani Lorak vystupuje na Eurovizi 2008 v Bělehradě.

V prosinci 2007 ukrajinská veřejnoprávní televize NTU oznámila, že Lorak bude reprezentovat zemi na Eurovizi 2008 v Bělehradě. 23. února zpěvačka v národním kole představila pět písní, z nichž diváci a odborná porota vybrali singl „Shady Lady“ z pera slavného ruského zpěváka Filippa Kirkorova.
Singl byl následně podpořen promo tour na Maltě, v Rusku, Bulharsku, Španělsku a Německu. Zpěvačka také natočila vysokorozpočtový videoklip a ruskou verzi písně, „S neba v nebo“.
22. května Ani vystoupila v druhém semifinálovém kole Eurovize v Bělehradě, odkud z prvního místa (s nejvyšším počtem maximálních dvanáctibodových ohodnocení z šesti zemí včetně Česka) postoupila do finále. Zde o dva dny později obsadila druhé místo za vítězným reprezentantem Ruska Dimou Bilanem. Celkem obdržela 230 bodů (8 od diváků z Česka). Za vystoupení, při němž na sobě měla diamanty posázené šaty od italského designera Roberta Cavalliho, následně obdržela ocenění žurnalistů.

### Současnost
V roce 2009 byla zpěvačka ukrajinskou redakcí časopisu Focus označena za 41. nejvlivnější ženu Ukrajiny. Tentýž rok moderovala dětskou Eurovizi 2009 v Kyjevě.

## Osobní život
21. srpna 2009 se Lorak provdala za svého dlouholetého manažera a snoubence, tureckého podnikatele Murata Nalçacıoğlua, s nímž se seznámila v roce 2003. Koncem listopadu 2010 média publikovala zprávu o zpěvaččině těhotenství. Její dcera Sophia Nalçacıoğlu se narodila 9. června 2011. S rodinou žije na předměstí Kyjeva.

## Podnikatelství

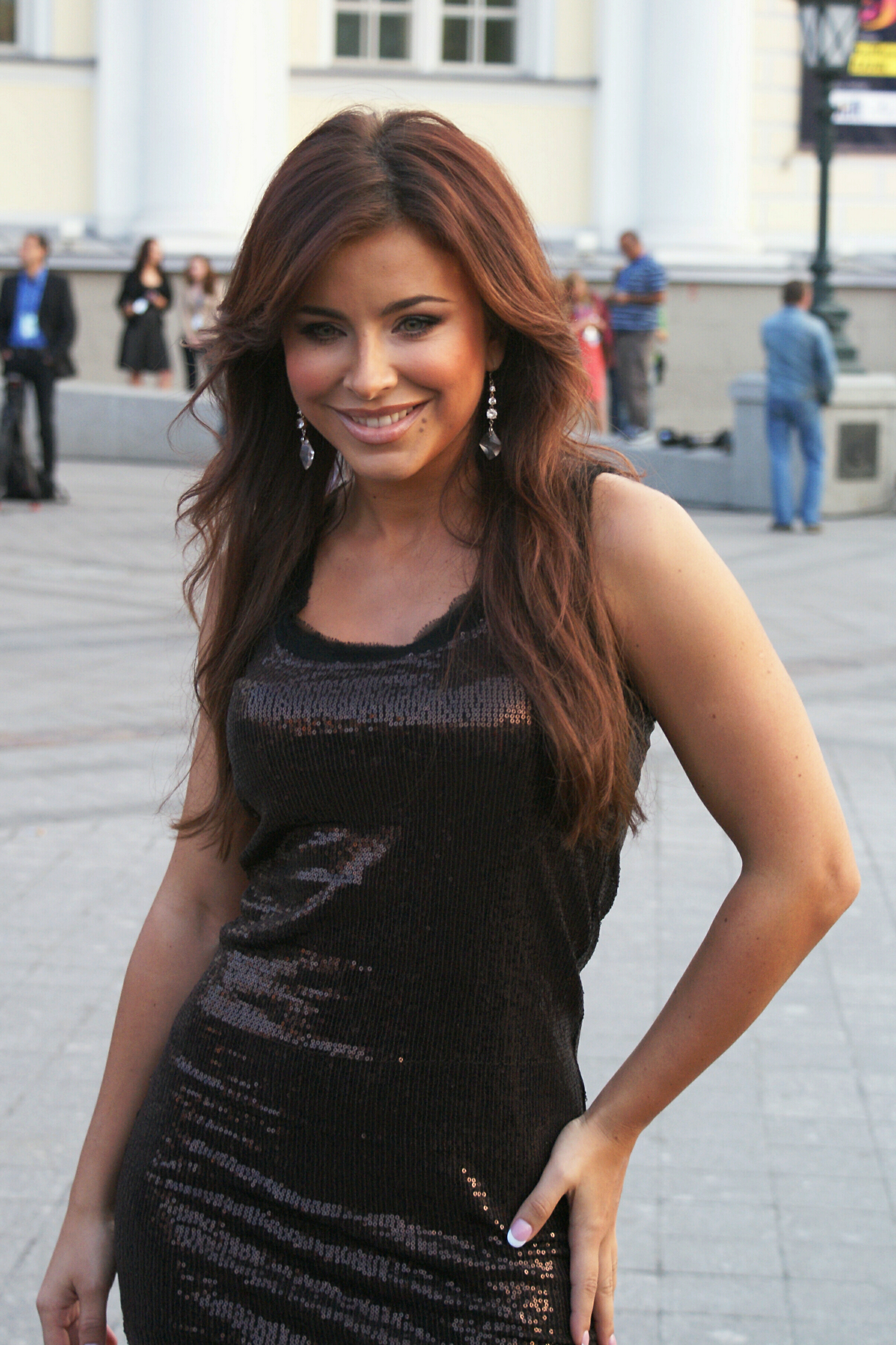
Ani Lorak v Moskvě (2009)

V roce 2005 Lorak se svým snoubencem Muratem otevřela v Kyjevě restauraci Angel Lounge, která se specializuje na středomořskou kuchyni. O čtyři roky později spolu pár založil cestovní kancelář "Holiday Travel", dceřinou společnost "Turtess Travel", pro niž Murat pracuje. V roce 2010 zpěvačka vystoupila v reklamě kosmetické společnosti Oriflame. Následně vydala vlastní značku parfémů Chiffon by Ani Lorak.

## Charitativní činnost a aktivismus
Mezi lety 2004 a 2005 byla Lorak velvyslankyní dobré vůle OSN v oblasti HIV a AIDS. Následně obdržela ocenění OSN a UNICEF za pomoc HIV pozitivním občanům Ukrajiny. V roce 2005 byla za svoji charitativní činnost oceněna Řádem sv. Stanislava.

## Diskografie

### Studiová alba
- 1996: Choču letat'
- 1998: Ja vernus'
- 2001: Tam, de ty je
- 2004: Ani Lorak
- 2005: Smile
- 2006: Rozkažy
- 2007: 15
- 2009: Solnce
- 2013: Zažyhaj serdce
- 2016: Razve ty ljubyl
- 2019: Za mečtoj
- 2021: Ja žyva

### Koncertní alba
- 2015: Karolyna
- 2020: Diva

### Kompilační alba
- 2000: www.anilorak.com
- 2010: The Best
- 2011: Yzbrannoe

### Remixy
- 2003: Mrij pro mene

### Videoalba
- 2003: Tam, de ty je
- 2011: Solnce
- 2014: Karolyna

### Singly
| Rok  | Singl                                                         | Umístění | Umístění | Umístění | Umístění | Umístění    |
| Rok  | Singl                                                         | Ukrajina | Rusko    | Švédsko  | Japonsko | Jižní Korea |
| ---- | ------------------------------------------------------------- | -------- | -------- | -------- | -------- | ----------- |
| 1998 | "Ja Vernus'"                                                  | —        | —        | —        | —        | —           |
| 2000 | "Zerkala"                                                     | 1        | —        | —        | —        | —           |
| 2001 | "Tam de ty je"                                                | —        | —        | —        | —        | —           |
| 2001 | "Poludněva speka"                                             | —        | —        | —        | —        | —           |
| 2001 | "Pociluj"                                                     | 5        | —        | —        | —        | —           |
| 2004 | "Moj bažaňa"                                                  | —        | —        | —        | —        | —           |
| 2004 | "Tri zvyčnij slova"                                           | —        | —        | —        | —        | —           |
| 2004 | "Mriy pro mene"                                               | —        | —        | —        | —        | —           |
| 2005 | "A Little Shot Of Love"                                       | 18       | 10       | 12       | 14       | 17          |
| 2005 | "Car Song"                                                    | —        | —        | —        | —        | —           |
| 2005 | "100 Kisses" (& Aleksandr Ponomarjov)                         | 3        | —        | —        | —        | 13          |
| 2005 | "Smile"                                                       | —        | —        | —        | —        | 6           |
| 2006 | "Pozkaži" ("Розкажи")                                         | 4        | —        | —        | —        | —           |
| 2007 | "Verni moju ljubov'" ("Верни мою любовь") (& Valerij Meladze) | 2        | 37       | —        | —        | —           |
| 2007 | "S pervoho vzhljada" ("С первого взгляда")                    | —        | 4        | —        | —        | —           |
| 2007 | "Ja s toboj" ("Я с тобой")                                    | —        | —        | —        | —        | —           |
| 2008 | "Shady Lady"                                                  | 1        | 21       | 57       | 12       | 34          |
| 2008 | "Ja stanu morem" ("Я стану морем")                            | 2        | —        | —        | —        | —           |
| 2008 | "Solnce" ("Солнце")                                           | 1        | 1        | —        | —        | —           |
| 2009 | "A dalšje…" ("А дальше…")                                     | 1        | 10       | —        | —        | —           |
| 2010 | "Nebesa - ladoni" ("Небеса - ладони")                         | 19       | 15       | —        | —        | —           |
| 2010 | "Něžnost' razsvjeta" ("Нежность рассвета")                    | 15       | 32       | —        | —        | —           |
| 2010 | "Dlja tebja"("Для тебя")                                      | 1        | 1        | —        | —        | —           |
| 2011 | "Sprosi" ("Спроси")                                           | 45       | —        | —        | —        | —           |
| 2011 | "Ne deli ljubov'" ("Не дели любовь")                          | 45       | —        | —        | —        | —           |
| 2011 | "Ja budu solncem" ("Я буду солнцем")                          | 45       | —        | —        | —        | —           |
| 2012 | "Obnimi menja krepče" ("Обними меня крепче")                  | —        | —        | —        | —        | —           |
| 2012 | "Obnimi menja" ("Обними меня")                                | —        | —        | —        | —        | —           |
| 2012 | "Zažihaj serdce" ("Зажигай сердце")                           | —        | —        | —        | —        | —           |